# Seeland (regio)
De regio Seeland (Region Sjælland) beslaat het grootste deel van het Deense eiland Seeland en ook de eilanden Lolland, Falster en Møn. Hoofdstad van de regio is Sorø.
De indeling in regio's verving in 2007 de Deense provincie-indeling. Tegelijkertijd werden ook de gemeenten opnieuw ingedeeld. De regio Sjælland omvat de oude provincies Roskilde, Storstrøm en Vestsjælland.

## Gemeenten
De regio Sjælland bestaat uit de volgende gemeenten (inw. 1 januari 2017):
| Faxe         | 35.916 |
| Greve        | 49.921 |
| Guldborgsund | 61.257 |
| Holbæk       | 70.950 |
| Kalundborg   | 48.736 |
| Køge         | 60.109 |
| Lejre        | 27.402 |
| Lolland      | 42.285 |
| Næstved      | 82.581 |
| Odsherred    | 33.023 |
| Ringsted     | 34.259 |
| Roskilde     | 87.015 |
| Slagelse     | 78.828 |
| Solrød       | 22.147 |
| Sorø         | 29.595 |
| Stevns       | 22.492 |
| Vordingborg  | 46.037 |